# Вёрс (деревня)
Вёрс (нидерл. Veurs) — бельгийская деревня, входящая в состав коммуны Вурен. Расположена на одноимённом ручье.
Деревня знаменита большим количеством фахверковых зданий.

## Флора и фауна
Вёрс расположен среди лесов: на холме к северо-востоку лежит буковый лес Вёрсбос, к северу — Брукбос, к югу — Врауенбос. Исследование сапроксильных жуков показало, что в Вёрсе встречаются пыльцееды Pseudocistela ceramboides, занесённые в немецкий Красный список угрожаемых видов.
В 2010 в Вёрсбосе и Врауенбосе наблюдалась редкая для этого региона Бельгии желтогорлая мышь.